# 恐怖熱線
《恐怖熱線》是香港最長壽的電台靈異節目。逢長假期喜慶日子會改為《好報熱線》，主題由鬼故改為行運風水等較輕鬆愉快的題材。

## 節目簡介
節目前身為《驚叫一點鐘》，由靈異節目皇牌主持人雷宇揚主理。其後先後由鍾慧冰主持的《夜半謎蹤》、蔡康年主持的《深夜直航》承繼。《深夜直航》其中一個環節為「恐怖熱線」。1999年10月，《恐怖熱線》成為獨立節目，由蔡康年主持。惟蔡康年因涉施念慈事件，節目改由潘紹聰、路芙共同主持，其後二人分開主持。
節目由新城997過渡至新城娛樂台，惟後期此節目一再被調動至更夜時份播放；以及縮減時段。至新城娛樂台改革成新城知訊台後，節目被取消。2011年3月，新城知訊台宣佈《恐怖熱線》強勢復播，逢周末及周日播放，分別由胡凱澄及路芙主持。2016年1月，新城知訊台再度面臨大改革及人事變動，節目再次被結束。
2024年2月15日，「新城廣播甲辰年新春團拜暨節目巡禮」宣佈本節目會回歸新城知訊台由潘紹聰主持，2024年3月9日起節目時間為逄星期六深夜11時至1時。
潘紹聰曾加盟網上電台Uonlive主持同出一轍的節目，名為《極度恐怖熱線》，其後再加盟另一網上電台香港人網，節目定名《恐怖在線》，之後潘紹聰開辦個人網站獨立製作相關節目延續至今。

## 節目資料

### 播放時間的變遷
- 1999年10月，播放時間為逢星期一至星期五晚上十一時半至深夜一時。
- 2000年，播放時間改為星期一至星期五午夜十二時至二時。後期再改為星期一至星期五深夜二時至四時。
- 2004年7月，星期一至星期五深夜二時至三時，分開主持：星期一、星期三和星期五為潘紹聰主持的《恐怖熱線》；星期二和星期四為露芙主持的《靈異愛好者》。後期再改為深夜三時至四時，並統一名稱為《恐怖熱線》。
- 2006年12月4日《恐怖熱線》只由潘紹聰主持，改為星期六午夜12:00－02:00播放，並在星期一至星期五，晚上12:08－12:18的播放節目時間十分鐘的《十分恐怖熱線》。
- 2007年7月23日，取消《十分恐怖熱線》時段，《恐怖熱線》改為星期六和星期日午夜12:00－02:00播放。
- 2007年10月21日，《恐怖熱線》播放時間由星期六和星期日午夜12:00－02:00改為星期日，午夜01:00－03:00。
- 2007年12月30日，新城娛樂台對《恐怖熱線》做出以下安排：

由於新城娛樂台會在2008年開始進行節目改組，《恐怖熱線》節目在2007年12月30日宣佈這天播出的是最後一集。
- 2011年3月，改革後開始復播，節目時間為星期六、日午夜01:00－03:00，現已改為星期六午夜02:00－04:00、星期日午夜01:00－03:00。
- 2016年1月，節目再次被結束。
- 2024年3月9日起，逢星期六晚11:00 - 1:00，新城知訊台，潘紹聰主持。
- 2024年12，潘紹聰因個人理由將辭任本節目主持，本節目於2024年12月28日為最後一集。[1]。

## 歷任主持人
- 「鬼王」雷宇揚（嘉賓主持）
- 蔡康年（第一代）
- 潘紹聰（第二代，至2007年12月31日）
- 路芙（第二代，至2016年1月）
- 胡凱澄（第三代）
- 陳禮賢（第四代，短暫主理）
- 關逸基（第五代，短暫主理）
- 楊穎妍（第五代）
- 盧婉婷（第五代）
- 潘紹聰（第六代) (2024年3月9日起至2024年12月28日)

### 潘紹聰版本(2006年12月29日前)
逢星期一至五，逢星期一、三及五，晚上03:00－04:00(即星期二、四及六，早上03:00－04:00) 。
節目環節:
- 靈異檔案
  - 嘉賓主持：Andy李廣峰
  - 以實地個案為藍本，重遊香港歷年的經典怪事發生地，如：高街鬼屋、東堤、嘉利大廈作現場追擊搜尋2004年最新資料。
- 恐怖熱線人
  - 嘉賓主持：Eden
  - 曾經是鬼網負責人（CyberXFile）提供他們搜尋的靈異個案分享。
- 聽多啲 知多啲
  - 嘉賓主持：心理學家Stephen Ng
  - 以真人個案作理性分析。
  - 請主角真身出現講解原因。
  - 嘉賓主持：超心理學家Stephen Ng一同分析個案。
- 香港怪異實錄
  - 嘉賓主持：周樹佳
- 恐怖回憶
  - 嘉賓：明星
- 聽眾來電

### 路芙版本 (2006年12月28日前)
逢星期日 晚上02:00－04:00
- 節目環節
  - 靈異竊聽（嘉賓主持：陳雲海）
  - 師父有計
  - 風生水起
  - 星座指南（嘉賓主持：A子）
  - 晶妙奧秘
  - 零聲摸索
  - 香港靈異搜奇

### 十分恐怖熱線
- 《十分恐怖熱線》由潘紹聰主持。
- 此環節於2006年12月4日至2007年7月7日播放。
  - 逢星期一至五，晚上12:08－12:18。
  - 形式以電話訪問為主。
  - 星期一：東瀛奇談（嘉賓主持：藍秀朗(Paul)）
  - 星期二：靈異恐怖份子（嘉賓主持：待定）
  - 星期三：東南亞奇異之旅（嘉賓主持：李廣峰）
  - 星期四：靈異恐怖份子（嘉賓主持：待定）
  - 星期五：香港怪異實錄（嘉賓主持：周樹佳）

於2007年7月9日至2007年7月20日改為播放恐怖熱線07廣播劇《末世驚魂錄》，於2007年7月23日正式取消此環節時段。

### 恐怖熱線07廣播劇《末世驚魂錄》
- 於2007年7月9日至2007年7月20日播放。
- 由陳啟泰、鄭希怡、李逸朗、蔣雅文主演。
- 【末世驚魂錄1 死神．安魂曲】小說版試閱 （页面存档备份，存于）
- 【末世驚魂錄2 死神．地獄變】小說版試閱 （页面存档备份，存于）

### 節目環節
- 眾人夜話
  - 潘紹聰會邀請多位不同種類嘉賓來直播室分享靈異經歷。
- 聽眾來電

### Ame版本之嘉賓主持 (2011年)
- 梁奕倫
- 殷法青師傅
- Selina（「塔羅小公主」）
- King（網站版主）

### 楊穎妍、盧婉婷版本之嘉賓主持
- 趙嘉寶
- 鬼故黃

### 路芙版本之嘉賓主持 (2011年)
- 何基佑
- 周永恆
- 高萌禧師傅
- 冬青傳道
- 瘋宏（靈探）
- Penny（靈探）
- 陳果齊 金剛上師

## 其他嘉賓主持
- 靈異恐怖份子之嘉賓主持：阿ME
- 靈異恐怖份子之嘉賓主持：司徒法正
- 校園鬼故之嘉賓主持：（啤梨）葉文輝

## 延續節目
- 恐怖在線（網台節目）

## 外部連結
- 《恐怖熱線》專題討論 （页面存档备份，存于）(因官方刪除其記錄，所以連結無效)
- 《恐怖熱線》舊官方網頁(因新城刪除其記錄，所以連結無效)
- 《恐怖熱線》官方網頁(因新城刪除其記錄，所以連結無效)
- 《恐怖熱線》每日節目重溫(因新城删除其记录，所以连结无效)
- 《潘紹聰》Facebook （页面存档备份，存于）
- 《恐怖熱線人-Eden》Facebook （页面存档备份，存于）
- 《路芙主持的恐怖熱線-靈異愛好者》官方網頁(因新城刪除其記錄，所以連結無效)

| 前一節目： 少寶與文狄(星期六) 音樂好友營(星期日) | 新城知訊台節目 星期六深夜2時至深夜4時 星期日深夜1時至深夜3時 | 下一節目： 寂寞「留聲」群(星期六、日) |